# Атлас (футбольный клуб)
«А́тлас» (исп. Club Social y Deportivo Atlas de Guadalajara) — мексиканский футбольный клуб из Гвадалахары, штата Халиско. Клуб выступает в высшем дивизионе чемпионата Мексики.

## История
Клуб был основан 15 августа 1916 года группой студентов. Многие из них обучались в Европе и по возвращении решили продолжить практиковать вид спорта, которому научились во время учёбы. Клуб получил название «Атлас» в честь Атланта из греческой мифологии — титана, поддерживающего небо («Атлас» — это оригинальное имя Атланта на греческом и латинских языках). Хосе Кортина, один из основателей клуба, объяснил название фразой — «мы чувствуем поддержку мира».
В 2008 году «Атлас» выступал в Кубке Либертадорес. В этот турнир команда попала, заняв 2-е место в турнире Интерлига.
В декабре 2021 года «Атлас» прервал свою 70-летнюю серию без чемпионств. В финале Апертуры «красно-чёрные» обыграли «Леон». В Клаусуре 2022 года «Атлас» сумел защитить свой титул, обыграв в финале «Пачуку».

## Достижения
- Чемпион Мексики (3): 1950/51, Апертура 2021, Клаусура 2022
- Вице-чемпион Мексики (3): 1948/49, 1965/66, Лето 1999
- Обладатель Кубка Мексики (4): 1946, 1950, 1962, 1968
- Финалист Кубка Мексики (2): 1995/96, Ап. 2013
- Обладатель трофея Чемпион чемпионов Мексики (4): 1946, 1950, 1951, 1962
- Победитель второго дивизиона Мексики (3): 1954/55, 1971/72, 1978/79

## Известные игроки
Ниже представлен список игроков, перечисленных в разделе «Красно-чёрные легенды» официального сайта ФК «Атлас».
- Хуан Хосе «Лико» Кортина (основатель, первый капитан и первый президент клуба)
- Эдуардо «Че» Вальдатти
- Эдвин Куберо
- Фелипе Сеттер
- Альфредо «Пистаче» Торрес
- Хуан «Чапетес» Гомес
- Хосе де Хесус «Гуэро» Асевес
- Даниэль Осорно
- Рафаэль Маркес